# 국원성
국원성(國原城)은 지금의 충청북도 충주시로 475년(장수왕 63년)부터 551년(양원왕 6년) 백제가 이곳을 점령하기 전까지 76년 동안 고구려의 남부 중심지이자 부도로 추정된다. 위치는 사적 제 400호 충주 장미산성, 충주 대림산성등으로 추정되며 고구려의 남진정책을 상징하는 국보 205호 충주 고구려비가 있다.

## 지명
국원(國原)이라는 말은 '나라의 근원이 되는 땅' 또는 '나라의 처음, 본디가 되는 땅'이라는 의미를 갖고 있다.

## 역사

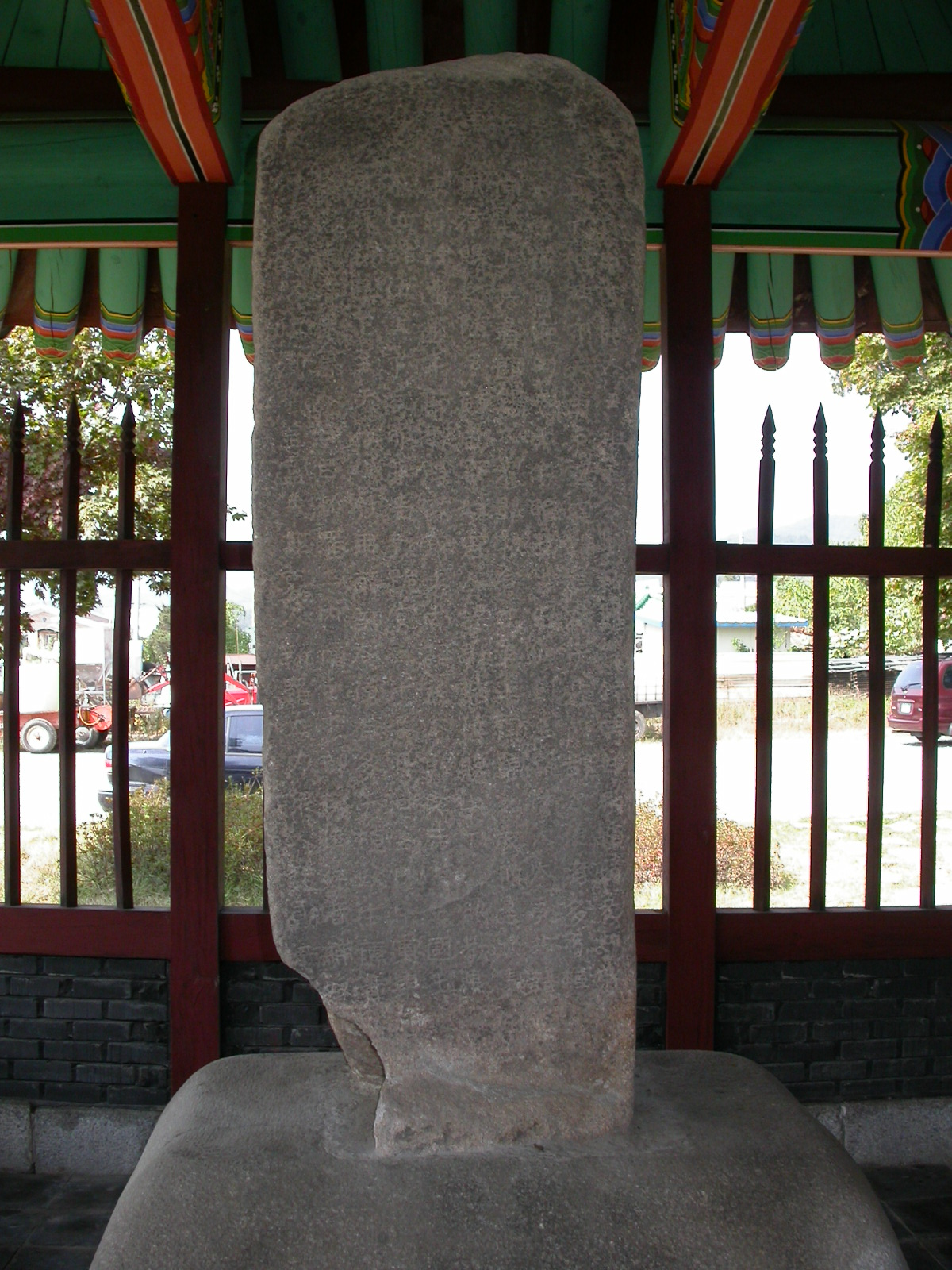
충주 고구려비(忠州 高句麗碑)

충주 일대는 본래 백제의 영토였으며 충주 장미산성, 충주 대림산성등은 백제가 축조한 산성들이었다.  5세기 장수왕대에 고구려가 남하정책을 펼쳐 충주 일대를 점령하고 한반도 남부 중요 거점으로 국원성(國原城)을 설치하였다. 473년 도시를 계획하고 475년 완성하였다. 551년(진흥왕 12년)에 신라가 이 지역을 점령하였다. 557년에는 소경으로 승격시키고 귀족의 자제 및 6부의 부유한 백성들을 사민시켰다. 757년(경덕왕 16년)에 전국의 행정구역 명칭을 중국식으로 고치면서 국원소경도 중원경(中原京)으로 개칭되었다. 고려 때 충주(忠州)로 개칭하여 지금에 이른다.
《삼국사기》 〈지리지〉에는 경덕왕이 중국식으로 고친 명칭을 기준으로 기록되어 있다.

## 유적
장미산의 능선을 따라 둘러 쌓은 둘레 약 2.9km의 산성인 사적 제 400호 충주 장미산성(忠州 薔薇山城)이 있으며, 계곡을 포함한 산 정상을 둘러 쌓은 형태인 충주 대림산성(忠州 大林山城)이 있다.
또한 광개토왕릉비(廣開土王陵碑)와 지안 고구려비(集安 高句麗碑)와 함께 현존하는 3개의 고구려비이며, 한반도에서는 유일한 고구려비인 국보 제 205호 충주 고구려비(忠州 高句麗碑)가 있다.

## 관련 문헌
- 중원경 - 한국사데이터베이스
- 충주고구려비와 중원지역 - 국사편찬위원회
- 고구려(高句麗)의 국가적 발전과 국원성(國原城)(충주(忠州)) - KISS
- 충주 지명의 역사 - 충주시청

## 같이 보기
- 충주 고구려비
- 충주 장미산성
- 충주 대림산성
- 중원경
- 충주시
- 국내성